# Eudendrium corrugatum
Eudendrium corrugatum är en nässeldjursart som beskrevs av Watson 1985. Eudendrium corrugatum ingår i släktet Eudendrium och familjen Eudendriidae. Inga underarter finns listade i Catalogue of Life.